# Football Club Nordsjælland 2011-2012
Questa voce raccoglie le informazioni riguardanti il Football Club Nordsjælland nelle competizioni ufficiali della stagione 2011-2012.

## Rosa
| N. |                      | Ruolo | Calciatore                       |
| -- | -------------------- | ----- | -------------------------------- |
| 1  | Danimarca (bandiera) | P     | Jesper Hansen                    |
| 2  | Danimarca (bandiera) | D     | Jores Okore                      |
| 3  | Danimarca (bandiera) | D     | Jacob Egeris                     |
| 4  | Danimarca (bandiera) | D     | Henrik Kildentoft                |
| 5  | Danimarca (bandiera) | D     | Andreas Bjelland (vice-capitano) |
| 6  | Ghana (bandiera)     | C     | Enoch Adu                        |
| 7  | Danimarca (bandiera) | C     | Nicolai Stokholm (capitano)      |
| 8  | Danimarca (bandiera) | D     | Patrick Mtiliga                  |
| 9  | Danimarca (bandiera) | A     | Tobias Mikkelsen                 |
| 10 | Danimarca (bandiera) | C     | Mikkel Beckmann                  |
| 12 | Svezia (bandiera)    | A     | Rawez Lawan                      |
| 13 | Danimarca (bandiera) | C     | Oguzhan Aynaoglu                 |
| 14 | Svezia (bandiera)    | A     | Joe Sise                         |
| 15 | Danimarca (bandiera) | A     | Mads Thomsen                     |
| 16 | Danimarca (bandiera) | P     | Rune Pedersen                    |
| 17 | Danimarca (bandiera) | C     | Søren Christensen                |

| N. |                        | Ruolo | Calciatore        |
| -- | ---------------------- | ----- | ----------------- |
| 18 | Stati Uniti (bandiera) | D     | Michael Parkhurst |
| 19 | Danimarca (bandiera)   | C     | Mark Gundelach    |
| 20 | Danimarca (bandiera)   | C     | Kasper Lorentzen  |
| 21 | Croazia (bandiera)     | D     | Ivan Runje        |
| 22 | Danimarca (bandiera)   | C     | Andreas Laudrup   |
| 23 | Croazia (bandiera)     | C     | Mario Tičinović   |
| 24 | Danimarca (bandiera)   | A     | Andreas Granskov  |
| 25 | Danimarca (bandiera)   | P     | David Jensen      |
| 27 | Danimarca (bandiera)   | D     | Seejou King       |
| 28 | Danimarca (bandiera)   | A     | Nichlas Rohde     |
| 29 | Danimarca (bandiera)   | D     | Søren Henriksen   |
| 30 | Danimarca (bandiera)   | C     | Lasse Petry       |
| 31 | Danimarca (bandiera)   | C     | Jimmy Kana        |
| 32 | Danimarca (bandiera)   | P     | Jannich Storch    |
| 33 | Svezia (bandiera)      | A     | Filip Pivkovski   |